# Alex Emenike
Alexander Emenike Nkume, detto Alex (Enugu, 22 gennaio 1989), è un ex calciatore nigeriano, di ruolo difensore.

## Carriera

### Club
Dal 2007 al 2009 gioca nella prima divisione nigeriana con gli Enugu Rangers; il 1º dicembre 2009 viene acquistato a titolo definitivo dalla squadra olandese del VVV-Venlo, con cui rimane fino al 2012, giocando in totale 35 partite nella prima divisione olandese, campionato in cui mette anche a segno una rete. Viene poi tesserato nel 2013 dall'Inter Turku, club della prima divisione finlandese, con cui non scende però mai in campo in partite di campionato.

## Statistiche

### Presenze e reti nei club
| Stagione         | Squadra          | Campionato       | Campionato | Campionato | Coppe nazionali | Coppe nazionali | Coppe nazionali | Coppe continentali | Coppe continentali | Coppe continentali | Altre coppe | Altre coppe | Altre coppe | Totale | Totale |
| Stagione         | Squadra          | Comp             | Pres       | Reti       | Comp            | Pres            | Reti            | Comp               | Pres               | Reti               | Comp        | Pres        | Reti        | Pres   | Reti   |
| ---------------- | ---------------- | ---------------- | ---------- | ---------- | --------------- | --------------- | --------------- | ------------------ | ------------------ | ------------------ | ----------- | ----------- | ----------- | ------ | ------ |
| dic. 2009-2010   | VVV-Venlo        | E                | 8          | 1          | CO              | 0               | 0               | -                  | -                  | -                  | -           | -           | -           | 8      | 1      |
| 2010-2011        | VVV-Venlo        | E                | 14         | 0          | CO              | 1               | 0               | -                  | -                  | -                  | -           | -           | -           | 15     | 0      |
| 2011-2012        | VVV-Venlo        | E                | 13         | 0          | CO              | 1               | 0               | -                  | -                  | -                  | -           | -           | -           | 14     | 0      |
| Totale VVV-Venlo | Totale VVV-Venlo | Totale VVV-Venlo | 35         | 1          |                 | 2               | 0               |                    | -                  | -                  |             | -           | -           | 37     | 1      |
| 2013             | Inter Turku      | V                | 0          | 0          | CF+CdL          | 0+1             | 0+0             | -                  | -                  | -                  | -           | -           | -           | 1      | 0      |
| Totale carriera  | Totale carriera  | Totale carriera  | 35         | 1          |                 | 3               | 0               |                    | -                  | -                  |             | -           | -           | 38     | 1      |